# La famiglia Washington
La famiglia Washington (The Washington family) è un dipinto a olio del 1789-1796, eseguito da Edward Savage (1761–1817).

## Storia e caratteristiche
Il dipinto si presenta a grandezza naturale, rappresentante il presidente statunitense George Washington, la first lady Martha Washington, due dei loro nipoti e un servitore o uno schiavo. Basandosi sugli studi dal vivo eseguiti durante i primi anni della presidenza di Washington, Savage iniziò a lavorare al quadro a New York City nel 1789–1790 e lo completò successivamente a Filadelfia nel 1795–1796. La National Gallery of Art di Washington, D.C., è oggi proprietaria del dipinto che misura 201 cm x 280 cm.
L'immagine divenne particolarmente famosa nel XIX secolo quando ne vennero realizzate delle stampe che ebbero ampia diffusione, prodotte dallo stesso Savage a partire dal 1798, e da John Sartain dal 1840. Lo stesso Washington ordinò quattro incisioni a Savage, appendendone una nella sala da pranzo nella sua residenza di Mount Vernon. La Biblioteca del Congresso ha nella propria collezione una stampa a colori di Savage e Robert Wilkinson pubblicata a Londra nel 1798.
Alcuni dettagli topografici della veduta di sfondo, la struttura in cui il gruppo è inserito ed il dettaglio del compasso magnetico sul mappamondo indicano che la famiglia si trova sulla riva destra del fiume Potomac a Mount Vernon, nel portico immaginato da Washington per la casa. Si possono notare nel gruppo il nipote di Martha, George Washington Parke Custis (detto famigliarmente "Wash" o "Washy"), George Washington, la nipote di Martha, Eleanor Parke Custis (detta "Nelly"), Martha e un servitore di colore di identità incerta (alcuni ritengono si possa trattare di uno dei famosi schiavi di George Washington: Christopher Sheels, William (Billy) Lee o Austin).

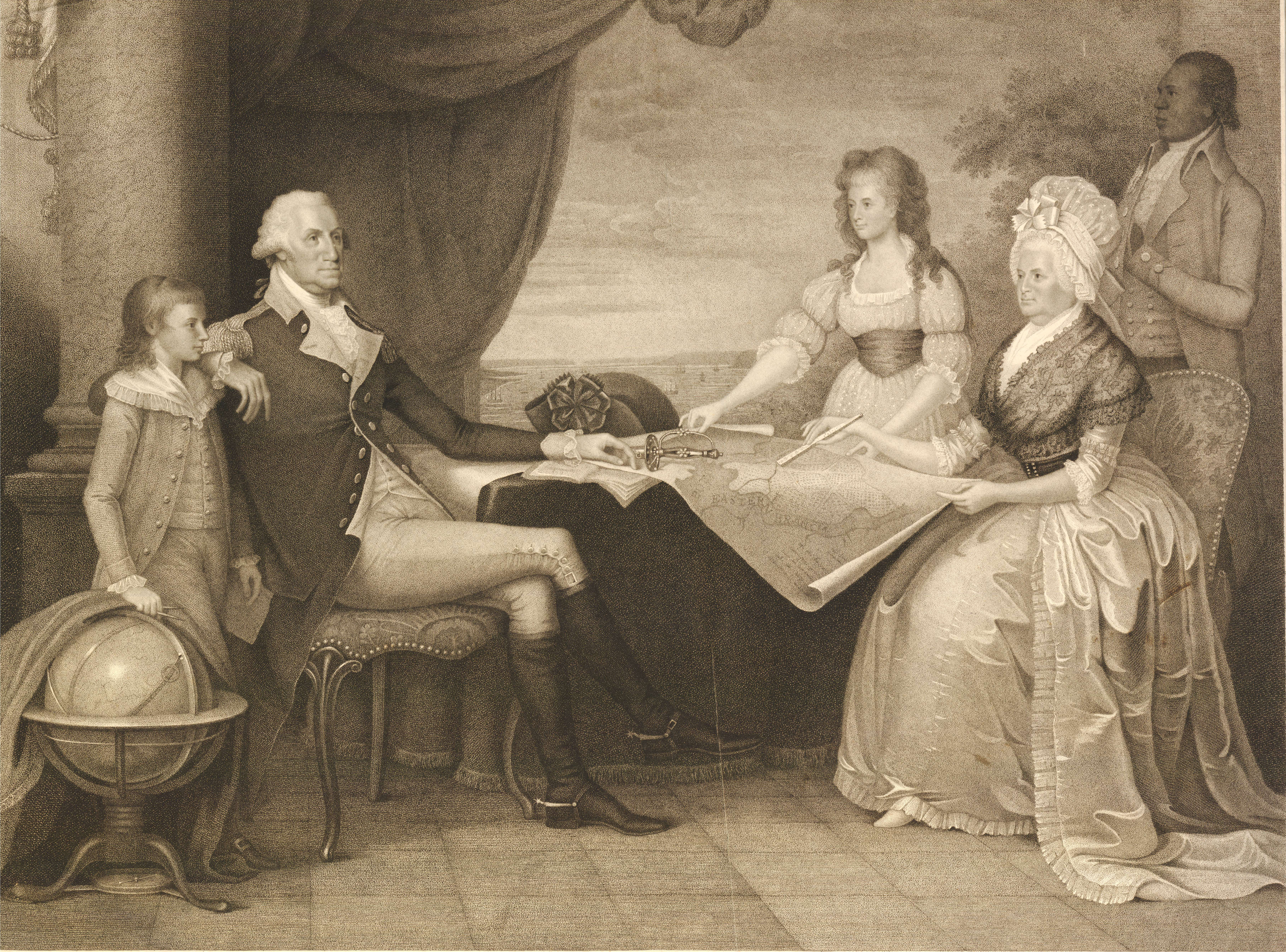
Stampa del dipinto di Edward Savage risalente al 1798

Con una pianta della futura città di Washington (L'Enfant Plan) davanti a lei, Martha Washington sta, secondo la stessa definizione di Savage, "puntando col suo ventaglio la grand avenue". Alcune descrizioni del dipinto indicano la grand avenue come l'attuale Pennsylvania Avenue. Ad ogni modo, è più probabile secondo recenti studi che si tratti dell'attuale National Mall.
Tenendo un calibro, la mano destra del giovane George si porta sul mappamondo, che manca però delle coordinate geografiche. Questo, secondo gli esperti, rappresenterebbe le speranze degli americani di poter ascendere un giorno ad un ruolo internazionale come patria della libertà.
Uno studioso ha notato come il punto prospettico di tutto il dipinto termini nel cuore di George Washington, con un alto significato patriottico.